# Donji Koncovčak
Donji Koncovčak is een plaats in de gemeente Selnica in de Kroatische provincie Međimurje. De plaats telt 308 inwoners (2001).